# Гай Фурий Сабин Аквила Тимесифей
Гай Фурий Сабин Аквила Тимесифей (лат. Gaius Furius Sabinius Aquila Timesitheus) — римский государственный деятель середины III века.

## Биография
Тимесифей, возможно, был анатолийцем по происхождению и принадлежал к сословию всадников. Он прошел весь cursus honorum, набирая авторитет, при императорах Гелиогабале и Александре Севере. При них он был: прокуратором Лугдунской Галлии и Аквитании, прокуратором Азии, президом Каменистой Аравии, префектом когорты в Испании. В правление Максимина Фракийца в карьере Тимесифея наступил перерыв. 
В 241 году он достиг вершины своей карьеры, когда новый император Гордиан III назначил его префектом претория. Вскоре Тимесифей стал при молодом Гордиане фактическим регентом. Его влияние ещё более увеличилось после женитьбы императора на дочери Тимесифея Фурии Сабинии Транквиллине. Политика Тимесифея состояла в следующем: восстановление превосходства императора над сенатом, восстановление потерянных городов на Востоке.
В 242 году император Гордиан начал поход на Персию. Кампания была полностью подготовлена Тимесифеем. Он отбирал для этого предприятия самых опытных военачальников. Перед отбытием на Восток Тимесифей реорганизовал армию, которая защищала Африку, затем уладил проблемы на дунайской границе. Римская армия во главе с Гордианом подошла к Антиохии, затем пересекла Евфрат. В состав Римской империи вернулись такие города, как Карры и Эдесса. При Ресаене персидский царь Шапур I был разбит. Затем были взяты Сингара и Нисибис. Тимесифей предполагал штурмовать столицу персов Ктесифон, но в этот момент он скончался от болезни в 243 году.